# Progetto microbioma umano
Il progetto microbioma umano (human microbiome project) è una iniziativa dei National Institutes of Health statunitensi con il fine di identificare e caratterizzare i microrganismi ed il loro rapporto con lo stato di salute e di malattia dell'uomo. È un progetto di 5 anni, con un budget complessivo di 115 milioni di dollari.
Il microbioma può essere definito come la somma dei geni tutti i microorganismi presenti in un determinato organismo superiore.

## Contesto ed importanza del HMP
Il numero totale di cellule microbiche presenti in un organismo umano può superare di dieci volte il numero di cellule dell'organismo stesso. Se si presuppone che i prodotti genici di tali cellule microbiche possano interagire con le cellule umane, si può dire che i geni di origine microbica possono superare di cento volte il numero di geni presenti nel genoma umano (composto da circa 20.000 geni).
In quest'ottica, un essere umano va concepito come composto da cellule umane e microbiche. I microrganismi del microbioma umano possono essere batteri, funghi, protozoi, elminti e virus (tra cui anche batteriofagi, che infettano lo stesso microbioma). Molti di questi geni, provenienti da organismi non ancora allevati in coltura, identificati od altrimenti caratterizzati.
Il progetto microbioma umano, che si propone dunque di caratterizzare tutti questi geni di origine esterna, si pone dunque come la ovvia continuazione del progetto genoma umano.

## Aspetti della ricerca
Esistono diversi approcci (all'interno del progetto) per quanto concerne lo studio dell'interazione microbica, come la metagenomica (che fornisce una indagine approfondita su una singola comunità microbica) così come il sequenziamento del genoma (che fornisce una profonda prospettiva genetica su particolari aspetti di una data comunità microbica, ovvero su specie batteriche individuali).